# IC 1969
IC 1969 — галактика типу Sab (компактна витягнута галактика) у сузір'ї Годинник.
Цей об'єкт міститься в оригінальній редакції індексного каталогу.